# Osiedle Jazy
Osiedle Jazy (do 2007 Osiedle Grobla-Jazy) – osiedle w Niepołomicach, stanowiące jednostkę pomocniczą gminy Niepołomice.
Na jego terenie znajduje się kościół Matki Boskiej Różańcowej, będący siedzibą parafii pod tym samym wezwaniem.

## Położenie
Osiedle Jazy obejmuje północno-wschodnią część miasta. Graniczy z osiedlami: Piaski, Śródmieście i Zagrody, oraz miejscowością Wola Batorska.

## Historia
Mimo iż niemal całe osiedle Jazy znajduje się na obszarze zalewowym, już w średniowieczu istniały na jego obecnym terenie wsie i osady. Największymi z nich były: Grobla, Jazy i Mszęcin. Ich mieszkańcy trudnili się w większości rolnictwem i flisactwem. Po włączeniu do miasta Niepołomice rozpoczął się proces urbanizacji. Przez południową część osiedla przeprowadzono drogę wojewódzką nr 964, a na jego wschodzie powstała odkrywkowa kopalnia kruszyw. Do końca XX w. niemal całą zabudowę Jazów stanowiły domy jednorodzinne. Dopiero w pierwszej dekadzie XXI w. rozpoczął się intensywny rozwój mieszkalnictwa. Zbudowane zostały bloki przy ul. Zabierzowskiej oraz osiedla domów: Suszówka i Park-Eko.
1 stycznia 2008 r. wydzielono z osiedla tereny na wschód od drogi krajowej nr 75 i włączono je do nowo utworzonego osiedla Zagrody. Jednocześnie zmieniono nazwę osiedla z Grobla-Jazy na Jazy.

## Osiedla i zwyczajowe jednostki urbanistyczne
- Grobla
- Jazy
- Kępina
- Kółko
- Mszęcin
- Osiedle Kaptarz
- Osiedle Suszówka
- Poczyn
- Wroniarka